# Salmon-Challis National Forest
Het Salmon-Challis National Forest is een wettelijk beschermd bosgebied centraal gelegen in de Amerikaanse staat Idaho. Het gehele national forest beslaat een oppervlakte van ruim 17142 km2 en is daarmee het op een na grootste Amerikaanse National Forest buiten Alaska; enkel het Humboldt-Toiyabe National Forest in Nevada en Californië is groter. Het grootste deel van het Frank Church—River of No Return Wilderness wildernisgebied ligt binnen de grenzen van het Salmon-Challis National Forest. Dit officieel erkend Amerikaans wildernisgebied is het grootste in zijn soort, in de Verenigde Staten, buiten Alaska. 
Voorts bevindt Borah Peak, de hoogste berg in de staat Idaho, zich in het National Forest. De Salmonrivier loopt over een afstand van ruim 120 km doorheen het Sawtoothgebergte en het Sawtooth National Recreation Area in het natuurpark. Tevens valt de bovenloop van de opvallende Big Lost River binnen het natuurgebied.

## Beschrijving
Net als vele andere national forests, zoals onder andere het Caribou-Targhee National Forest en het Bridger-Teton National Forest bestond het Salmon-Challis National Forest oorspronkelijk uit twee afzonderlijke national forests.
Het Challis National Forest is het meest zuidelijke van de twee gebieden en ligt voornamelijk in  Custer County, maar beslaat ook grote delen van Lemhi en Butte county’s. Kleinere delen van het bos vallen binnen Clark en Blaine county’s. Met een totale oppervlakte van ca. 9970 km2 is het ruim groter dan Salmon National Forest. 
Districtbureau’s van waaruit het Challis National Forest gecontroleerd wordt, liggen in Challis, Clayton en Mackay.
Het Salmon National Forest is het meest noordelijke van de twee natuurgebieden en ligt voornamelijk in Lemhi County, met uitlopers in Valley en Idaho county’s. Met een totale oppervlakte van ca. 7170 km2 is het ruim 2800 km2 kleiner dan Challis National Forest. 
Districtbureau’s van waaruit het Salmon National Forest bestierd wordt, zijn gelegen in Leadore, North Fork en Salmon.
Het hoofdkwartier van waaruit de U.S Forest Service het gecombineerde Salmon-Challis National Forest beheert, is gelegen in Salmon, ID.

## Wildernisgebieden
Er vallen twee officieel erkende wildernisgebieden binnen de grenzen van het Salmon-Challis National Forest die erkend zijn door het Amerikaanse National Wilderness Preservation System. Beide wildernisgebieden lopen over in aangrenzende national forests of in gebieden beheerd door het Bureau of Land Management.
- Frank Church—River of No Return Wilderness. Ook deels in Payette National Forest, Boise National Forest, Bitterroot National Forest, Nez Perce National Forest en BLM-gebied. Indien het Salmon-Challis National Forest als een geheel beschouwd wordt, kan gesteld worden dat met 39.59% het Salmon-Challis National Forest de grootste component van het Frank Church—River of No Return Wilderness opvat. Indien het Salmon-Challis National Forest als de twee oorspronkelijke national forests gezien wordt, dan valt de grootste component van het Frank Church—River of No Return Wilderness in Payette National Forest (33.45%) becomes the largest component.[2]
- Sawtooth Wilderness. Slechts 5.5% van het wildernisgebied valt binnen de grenzen van het of Salmon-Challis National Forest. Het grootste deel valt binnen Boise National Forest en in Sawtooth National Forest[3]

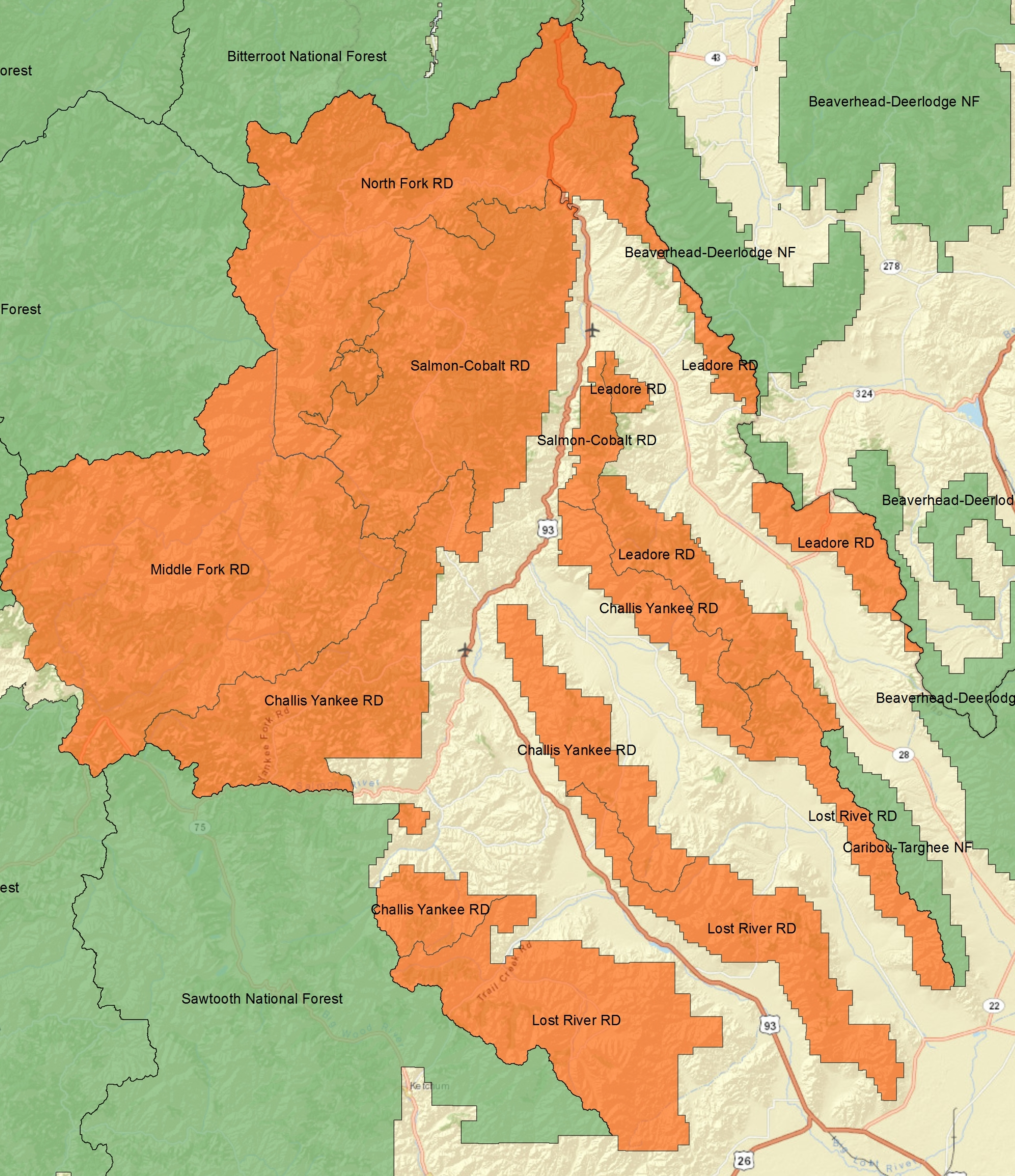
Kaart van het Salmon-Challis National Forest

## County’s
Onderstaande lijst geeft de county’s over welke het Salmon-Challis National Forest gespreid is.

### Challis National Forest
- Custer County
- Lemhi County
- Butte County
- Clark County
- Blaine County

### Salmon National Forest
- Lemhi County
- Valley County
- Idaho County